# Lotus Esprit Turbo Challenge
Lotus Esprit Turbo Challenge es un videojuego de carreras desarrollado por Magnetic Fields y publicado por Gremlin Graphics en 1990 para las principales plataformas de la época. El juego fue seguido al año siguiente por "Lotus Turbo Challenge 2".

## Jugabilidad
El juego se centra en el desafío 1 vs 1, en este modo la pantalla dividida está en su mejor momento y no hay ralentizaciones en la pantalla. El único automóvil disponible para el jugador es, como sugiere el título, el automóvil deportivo Lotus Esprit. En el modo de un jugador, la pantalla dividida permanece (un defecto sensacional, luego eliminado) en la parte inferior, el otro Esprit se muestra en los cuadros de mantenimiento. En las carreras partimos desde la posición de la clasificación reflejando el resultado de la carrera anterior (1.º en meta, 20.º al inicio. 2.º - 18.º etc.) y debemos intentar recuperar hasta el primero. posición para continuar con los niveles. Si la clasificación en la carrera es superior al décimo lugar, el juego termina decretando el JUEGO TERMINADO. En algunos circuitos es necesario detenerse en boxes y repostar. Excelente banda sonora con muchas pistas de rock disponibles.

## Pistas
Las pistas de carreras son 32 y se llevan a cabo en localidades y localidades existentes, algunas son:
- Portugal, Viana do Castelo
- España, Madrid
- Italia, Verona
- Alaska, Prudhoe Bay
- Malasia, Bandar Seri Begawan
- Perú, Paddington
- Rusia, Obozersky
- Brasil, Belo Horizonte
- Gales, Paso de herradura
- Nepal, Katmandú
- Suecia, Falconberg
- Australia, Arroyo Barrow
- Antártida, Bahía Halley
- Grecia, Zachintos

## Recepción
Lotus Esprit Turbo Challenge fue bien recibido por la prensa de juegos, que elogió su sensación de velocidad, calidad técnica y jugabilidad para dos jugadores. El juego en todas sus versiones se calificó alrededor del 80-90%. Fue el único título de la serie que se lanzó para una plataforma de 8 bits; los últimos fueron solo de 16 bits.
La versión de ZX Spectrum fue votada como la número 17 en el Your Sinclair Readers' Top 100 Games of All Time.